# NGC 577
NGC 577 is een balkspiraalstelsel in het sterrenbeeld Walvis. Het hemelobject werd op 23 oktober 1867 ontdekt door de Amerikaanse astronoom Aaron Nichols Skinner (1845-1918), en op 14 augustus 1877 werd het herontdekt door de Duitse astronoom Ernst Wilhelm Leberecht Tempel.

## Synoniemen
- NGC 580
- PGC 5628
- UGC 1080
- MCG 0-4-165
- ZWG 385.165
- IRAS01281-0215